# Студійний альбом
Студійний альбом — музичний альбом, який складається з композицій, записаних під контролем звукорежисера на студії звукозапису. Студійний альбом містить нещодавно написаний і записаний матеріал, який виділяється з компіляцій або перевидань альбому, чи концертний запис, зроблений під час виконання на місці. Студійні альбоми, як правило, довго пишуться й обробляються, перш ніж будуть завершені.
У сучасній технології запису музиканти можуть бути записані в окремих кімнатах і в різний час, слухаючи інші частини за допомогою навушників; кожна записана частина враховується як окремий трек, після чого здійснюється зведе́ння.